# Cantone di Roanne-Sud
Il Cantone di Roanne-Sud era una divisione amministrativa dell'arrondissement di Roanne.
È stato soppresso a seguito della riforma complessiva dei cantoni del 2014, che è entrata in vigore con le elezioni dipartimentali del 2015.
Comprendeva parte della città di Roanne e i comuni di:
- Lentigny
- Ouches
- Pouilly-les-Nonains
- Riorges
- Saint-Jean-Saint-Maurice-sur-Loire
- Saint-Léger-sur-Roanne
- Villemontais
- Villerest